# Number One (John Legend)
Number One è una canzone di John Legend estratta come terzo singolo dall'album del 2004 Get Lifted. Al brano collabora il rapper Kanye West, anche produttore del singolo. Il brano è un campionamento di Let's Do It Again dei The Staple Singers.

## Tracce
Maxi single
1. Number One (Clean Edit) (featuring Kanye West) - 3:20
2. Number One (featuring Kanye West) - 3:20
3. Number One (Instrumental) - 3:29
4. Number One (Clean Edit, Acapella, No Rap) - 2:43

## Classifiche
| Classifica (2005)                    | Posizione più alta |
| ------------------------------------ | ------------------ |
| Official Singles Chart               | 62                 |
| U.S. Billboard Hot R&B/Hip-Hop Songs | 86                 |